# 寒浞

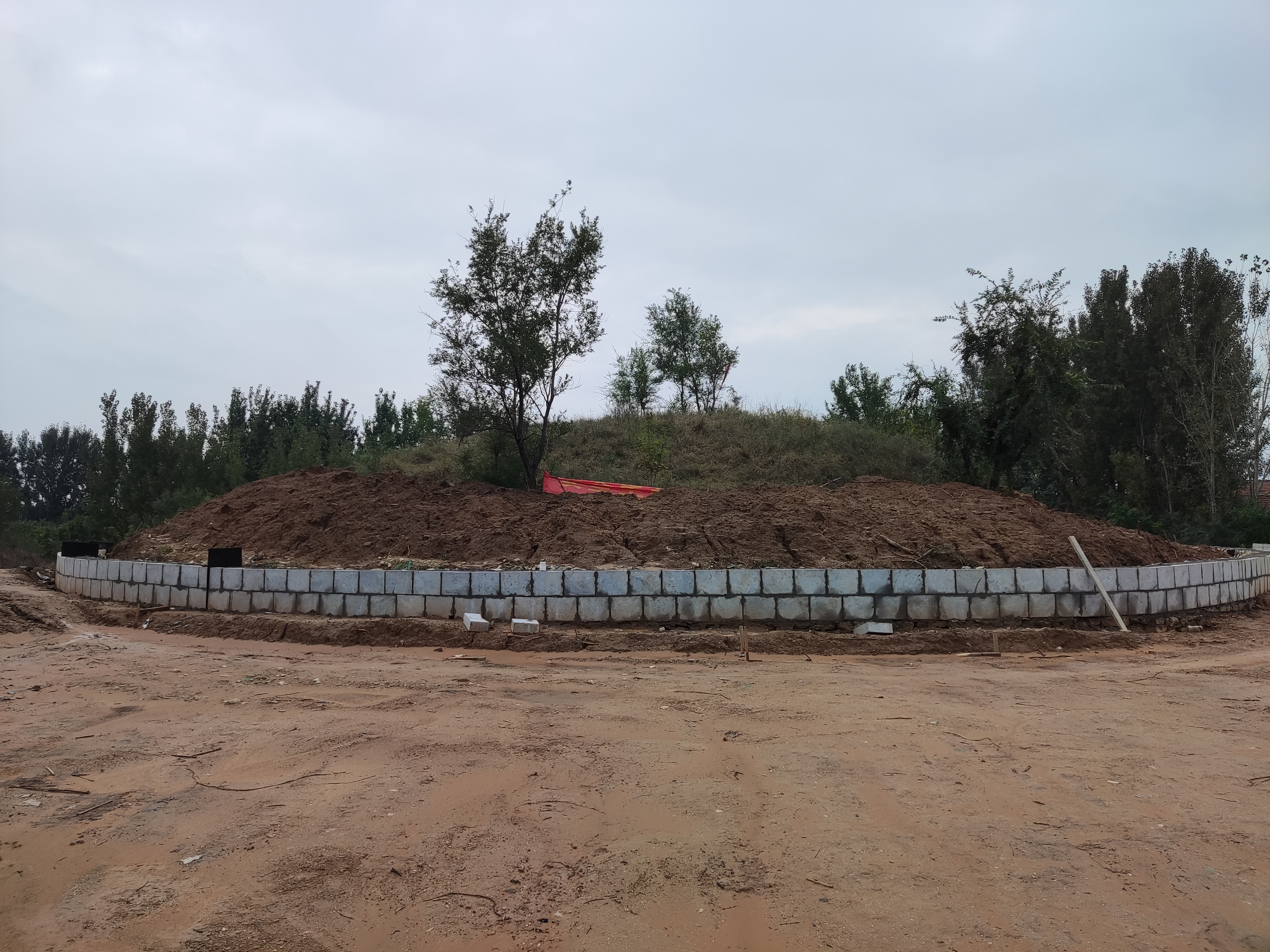
寒浞冢，位于山东省潍坊市寒亭区

寒浞（約前2013年—約前1933年），一作韩浞，妘姓，寒氏，名浞，夏朝東夷族伯明氏（今山东省濰坊市寒亭區）人。任有穷氏部落首领羿的国相，后杀死羿和夏朝国君相安，夺取了夏朝和有穷氏大权，最后被夏朝大臣靡杀死。

## 生平
寒浞是东夷族伯明氏部落的一个不良少年，因造謠惑眾被伯明氏君主所逐。寒浞善于谄媚，後来被有窮氏君主羿收留。羿对寒浞十分信任，让他担任自己的国相。
夏朝国王相安失道，羿将其驱逐流放，掌握了夏朝大权。羿忙于狩猎取乐，疏远武罗、伯困、熊髡、龙圉等贤臣，重用寒浞。寒浞打算取代羿，于是对内讨好羿的一个美妻玄妻，对外广施财物收买人心。而玄妻也因为羿杀死其前夫儿子伯封，于是与寒浞合谋，在羿打猎回国时派人将其杀死。寒浞杀了羿，還将其做成肉羹分给羿的儿子吃，羿的儿子不肯进食，被寒浞在国门外处决。寒浞后来又攻杀相安，并杀害夏王王族成员。忠于夏朝的大臣靡被迫逃往有鬲氏。
寒浞娶玄妻为妻，自立为王。寒浞与玄妻生有两个儿子，一个叫寒浇，被封于过（今山东省莱州市西北近海处）；一个叫寒豷，被封于戈（今河南省商丘市、新鄭市之間）。派其子寒浇攻灭斟灌氏（今山东省寿光市东北）和斟鄩氏（今山东省潍坊市坊子区东北）。
夏王的妃子緡有孕先在娘家有仍氏（今山东省济宁市任城区，一说济宁市金乡县）逃过一劫，生下少康。少康长大后担任有仍氏的牧正，后又逃至有虞氏（今河南省虞城县南）任庖正，娶有虞氏族长虞思的两个女兒，并得到綸邑（今河南省虞城縣東南）作为自己的根据地。
少康占有方圆十里的土地、拥有五百名士兵，于是开始谋划复兴夏朝。靡在有鬲氏聚集了斟灌氏和斟鄩氏的余部，拥立少康为领袖，讨伐并消灭了寒浞。少康又派女艾刺探寒澆軍情，在过攻灭浇，少康的儿子杼也在戈诱杀豷，夏朝至此復國，史稱「少康中興」。

## 影視形象

### 電視劇
| 演員   | 年份   | 作品         |
| 张世发 | 1987年 | 《古夏血觞》 |